# V-Day
Il V-Day (abbreviazione di Vaffanculo-Day) è stata un'iniziativa politica tenutasi l'8 settembre 2007 in diverse città italiane, promossa dal comico Beppe Grillo con l'intento di raccogliere le firme per la presentazione di una legge di iniziativa popolare riguardante i criteri di candidabilità ed eleggibilità dei parlamentari, i casi di revoca e decadenza dei medesimi e la modifica della legge elettorale. Nei fatti è stata la prosecuzione dell'iniziativa Parlamento pulito che il comico genovese aveva condotto attraverso il suo blog.

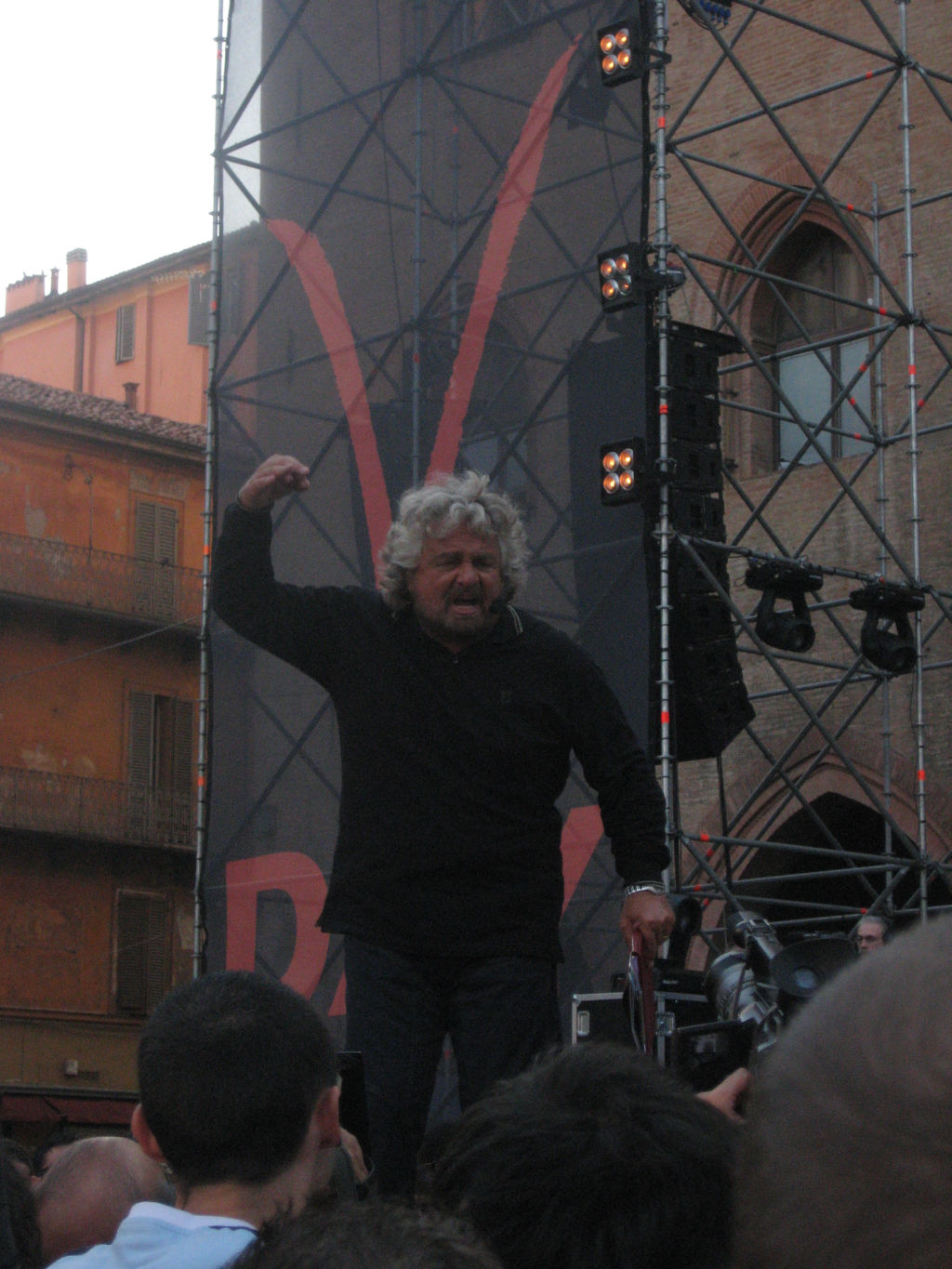
Beppe Grillo al V-Day di Bologna

## Storia
La data prescelta voleva richiamare al Proclama Badoglio dell'8 settembre 1943 che determinò la fuga di Vittorio Emanuele III e lo sbandamento della nazione negli ultimi anni della seconda guerra mondiale. 
Il nome dell'evento intendeva fare riferimento al D-Day dello sbarco in Normandia degli Alleati durante la seconda guerra mondiale, al film "V per Vendetta" (il cui simbolo successivamente sarebbe stato ripreso dal logo del Movimento 5 Stelle) ai cui principi di rinnovamento politico si rifà spesso il movimento, e all'interiezione "vaffanculo" rivolta alla mala-politica stessa.
L'iniziativa si tenne l'8 e il 9 settembre 2007 in numerose piazze italiane e presso diverse ambasciate italiane all'estero.
Secondo quanto successivamente pubblicato dal blog di Grillo, durante l'iniziativa furono raccolte 336.144 firme, di molto eccedenti le 50.000 necessarie alla presentazione della proposta di legge di iniziativa popolare. Il successo dell'iniziativa oltrepassò le previsioni degli organizzatori, tanto che in diverse città andarono presto esauriti i moduli predisposti per la raccolta delle firme.

## La campagna "Parlamento pulito"
Già a giugno 2005 Beppe Grillo aveva lanciato, dal suo blog, la campagna "Parlamento pulito" con lo scopo di sensibilizzare i cittadini italiani riguardo alla presenza nel Parlamento italiano di oltre venti condannati in via definitiva. L'iniziativa aveva avuto una limitata copertura mediatica sulla stampa italiana. Dopo l'acquisto, mediante sottoscrizione promossa da Beppe Grillo, di uno spazio pubblicitario sull'International Herald Tribune (dal 2016,The New York Times International Edition) per notificare l'iniziativa, l'emittente radiofonica pubblica britannica BBC Radio aveva intervistato lo stesso Grillo sul merito della campagna.

## Oggetto dell'iniziativa
La proposta di legge popolare aveva l'obiettivo di introdurre:
- il divieto di candidatura in Parlamento per i condannati, in via definitiva o non definitiva, per reati non colposi con pene superiori a 10 mesi e 20 giorni;
- il limite di due legislature per i parlamentari;
- la modifica della legge elettorale attraverso l'introduzione del voto di preferenza.

Secondo Il Sole 24 Ore la sola norma sul limite di legislature in Parlamento avrebbe interessato 119 dei senatori e 181 dei deputati in carica.
Prima dell'iniziativa, Grillo aveva inviato via email il testo della proposta di legge a tutti i parlamentari, chiedendo loro una valutazione sui tre punti del provvedimento: le risposte arrivate furono 205, pari al 21% dei parlamentari contattati. Di questi, 109 si espressero a favore della non eleggibilità dei condannati in via definitiva, 82 per la limitazione a due legislature e 122 per l'introduzione della preferenza diretta.

## Copertura mediatica
Il V-Day è stata tra le prime iniziative di natura politica in Italia ad utilizzare Internet come principale mezzo di diffusione.
L'iniziativa è stata promossa, oltre che sul blog di Beppe Grillo, anche mediante altri canali quali i Meetup e YouTube.
Secondo i promotori, l'uso di Internet e il coinvolgimento della gente comune è stato indispensabile per superare l'ostracismo dei mass media tradizionali: con l'eccezione di qualche articolo di giornale apparso lo stesso giorno dell'iniziativa, non vi era stata alcuna copertura giornalistica della stampa e della televisione. Dopo il successo, i commenti della stampa furono invece numerosi. L'iniziativa fu comunque seguita in diretta televisiva da EcoTv.

## Adesioni

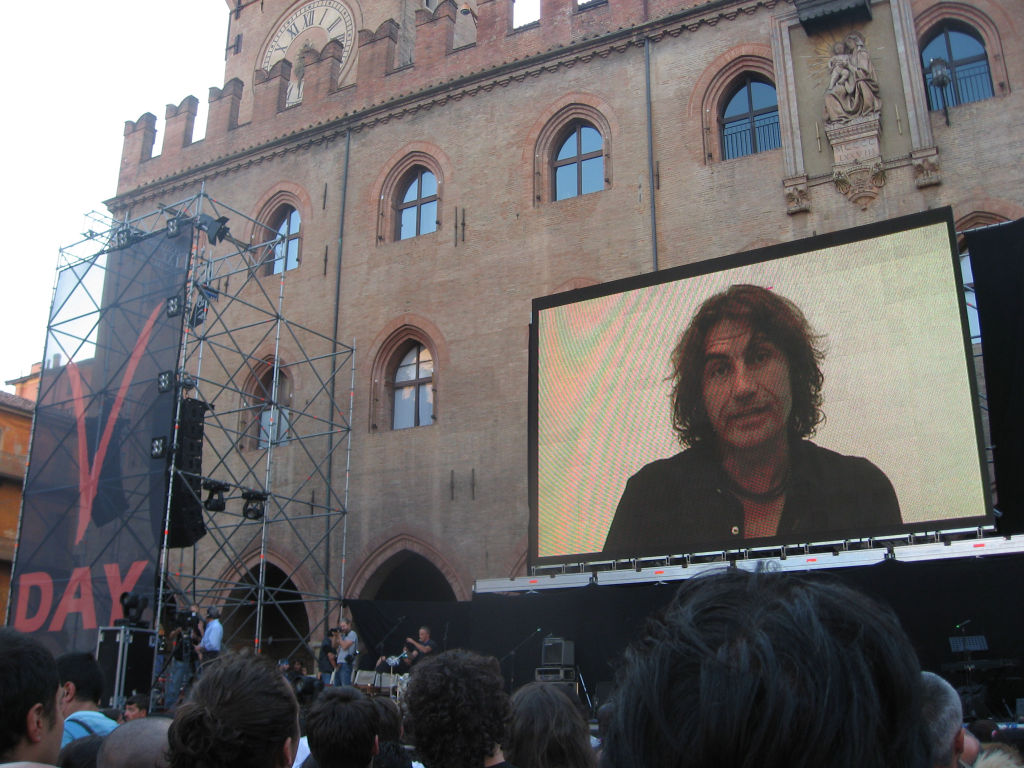
Videomessaggio di Luciano Ligabue durante il V-Day a Bologna

Il V-Day raccolse l'adesione di numerose personalità, alcune delle quali produssero videomessaggi poi proiettati nelle piazze dell'iniziativa.
Oltre ai sostenitori abituali delle "battaglie" del comico genovese e ai lettori del suo blog, il V-Day ha visto una inedita partecipazione da parte di esponenti del mondo della politica, dello spettacolo e del sociale, che hanno manifestato la propria opinione positiva per iscritto o tramite auto-interviste video, diffuse da Grillo tramite il suo blog e YouTube. Tra quest quella del procuratore generale della Corte dei conti Claudio De Rose, del politico Antonio Di Pietro, dei giornalisti Massimo Fini e Milena Gabanelli, dei cantanti Fiorella Mannoia, Luciano Ligabue, Biagio Antonacci, del conduttore Andrea Pellizzari, del presidente nazionale di Greenpeace Walter Ganapini e dei presidenti di Adusbef, Elio Lannutti, che aderirà poi al Movimento Cinque Stelle formato da Grillo e sarà eletto Senatore nel 2018, e dell'Associazione consumatori utenti Gianni Cavinato.

## Critiche
Il V-Day raccolse diverse critiche da parte di esponenti della politica e del giornalismo.
Nel merito del disegno di legge, le obiezioni furono in gran parte esplicitate nel documento pubblicato sullo stesso blog di Grillo con le risposte dei parlamentari. La proposta di rendere non candidabili i condannati ereditò le critiche già formulate contro l'iniziativa Parlamento pulito che vertevano sull'equiparazione di reati gravi e meno gravi, di condanne e patteggiamenti (che per la legge vigente non hanno le caratteristiche delle prime), e sull'asserita violazione di due principi giuridici: la presunzione d'innocenza dell'imputato fino alla sentenza definitiva e quello in base al quale l'espiazione della pena restituisce piena cittadinanza al condannato (sebbene le condanne pregresse siano ostative per l'accesso a numerosi pubblici impieghi). Circa la limitazione a due legislature degli incarichi parlamentari, le critiche vertevano sul rischio che una minore esperienza politica potesse ridurre l'efficienza complessiva delle istituzioni. Infine, l'introduzione del voto di preferenza venne considerata foriera di fenomeni di clientelismo e comunque inefficace a selezionare politici onesti e capaci. Secondo Daniele Luttazzi "l'illusione alimentata da Grillo è che una legge possa risolvere la pochezza umana. Questa è demagogia".